# Drago Čondrić
Drago Čondrić (Klašnice, Laktaši, 21. veljače 1944.), hrvatski pjesnik. Živi i radi u Splitu.

## Životopis
Hrvatski pjesnik Drago Čondrić rodio se je 21. veljače 1944. u selu Klašnicama, kod Laktaša u Bosni i Hercegovini, gdje mu se obitelj sklonila pred strahotama Drugoga svjetskog rata. Odmah poslije rata, obitelj se vratila na svoje ognjište, u selo Rapovine kod Livna, gdje Drago završava osmogodišnju školu. Poslije toga završava klasičnu gimnaziju, kod franjevaca u Visokom, ali se ne odlučuje za studij bogoslovije, nego odlazi na Pravni fakultet u Splitu, gdje diplomira 1970. g. Poslije studija se zapošljava, zasniva obitelj i ostaje živjeti u Splitu.
U književnosti se javio relativno kasno prvom knjigom stihova Evanđelje po čovjeku tiskanoj 2009.  godine, a zatim slijede: Fragmenti rane jeseni, nagrađene trećom nagradom Fra Martin Nedić u Tolisi, 2011. i Golgota, Golgota!, koja je nagrađena prvom nagradom na trijenalnom natječaju DHK i Pasionske baštine u Zagrebu 2010., Raspredanje sudbine, te Sedam velikih biblijskih poema, koja je 2016. godine nagrađena s tri nagrade: najprestižnijom književnom nagradom u BiH, nagradom „Antun Branko Šimić“, te prvom nagradom Zaklade Terra tolis „Fra Martin Nedić“ i Godišnjom nagradom Društva hrvatskih književnika „Tin Ujević“, kao najprestižnijom književnom nagradom u RH, te i posebnom nagradom Ministarstva kulture RH. I na posljetku knjige Cjeđenje zrela voća, Posljednji prorok i Između Scile i Haribde.
Nastupa na brojnim književnim susretima u Hrvatskoj i BiH. Član je DHK u Zagrebu i DHK Herceg Bosne u Mostaru.

## Djela
- Evanđelje po čovjeku, pjesme, Naklada Bošković, Split, 2009.
- Fragmenti rane jeseni, pjesme, Naklada Bošković, Split, sunakladnik Matica hrvatska Livno, 2010.
- Golgota, Golgota, poema, Naklada Bošković, Split, 2011.
- Raspredanje sudbine, pjesme, Naklada Bošković, Split, 2012.
- Sedam velikih biblijskih poema, poeme, Naklada Bošković, sunakladnik Matica hrvatska Livno, 2015.
- Cjeđenje zrela voća, pjesme, Naklada Bošković, Split, 2016.
- Posljednji prorok, Naklada Bošković, Split, 2017.
- Između Scile i Haribde, Naklada Bošković, Split, 2018.

## Nagrade i priznanja
- Prva nagrada Zaklade Pasionska baština i Društva hrvatskih književnika za 2010. g.
- Treća nagrada „Fra Martin Nedić“ za zbirku pjesama Fragmenti rane jeseni,  2011.
- Godišnja nagrada Društva hrvatskih književnika Herceg-Bosne „Antun Branko Šimić“ za 2016. g., za zbirku Sedam velikih biblijskih poema
- Prva nagrada „Fra Martin Nedić“ ZA 2016. g. za zbirku Sedam velikih biblijskih poema
- Godišnja nagrada Društva hrvatskih književnika „Tin Ujević“ za 2016. g. za zbirku Sedam velikih biblijskih poema

## Vanjske poveznice
- DHK  Arhivirana inačica izvorne stranice od 25. srpnja 2019. (Wayback Machine)
- Verbum Drago Čondrić